# Jörg Trapp
Jörg Trapp (* 30. Juli 1942 in Brandenburg an der Havel; † 5. März 2022) war ein deutscher Basketballtrainer und -funktionär. Er führte in den 1970er Jahren den SSV Hagen und den TuS 04 Leverkusen zum deutschen Meistertitel.

## Laufbahn
Der aus Brandenburg an der Havel stammende Trapp lebte zum Ende des Zweiten Weltkrieges mit seiner Familie in Schleswig-Holstein. Die Familie zog anschließend nach Werl, dann nach Hamm und schließlich nach Hagen, wo Trapp am Fichte-Gymnasium sein Abitur bestand. Er begann ein Studium der Rechtswissenschaften, welches er aber ohne Abschluss vorzeitig beendete.
Trapp spielte von 1961 bis 1972 für den SSV Hagen in der Basketball-Bundesliga. In seiner letzten Saison 1971/72 übernahm er auch bereits Traineraufgaben, ehe er sich ganz dieser Aufgabe widmete. 1974 führte er den SSV zum Gewinn der deutschen Meisterschaft, am Tag des Titelgewinns wurde zudem seine älteste Tochter geboren. 1975 gewannen die Hagener unter Trapps Leitung den DBB-Pokal. Nach der Saison 1977/78 verließ er Hagen und wurde Trainer beim Bundesliga-Konkurrenten TuS 04 Leverkusen, den er zum deutschen Meistertitel 1979 führte.
Für den Deutschen Basketball Bund war Trapp Bundestrainer der Damenauswahl (1979 und 1980), Trainer von Jugendnationalmannschaften und als für Leistungssportbelange zuständiger Vizepräsident tätig. Ende Oktober 1988 wurde er wieder Bundesliga-Trainer in Hagen, als er das Amt gemeinsam mit Josef Martinek von Marty Zeller übernahm. Trapp war Delegationsleiter der deutschen Basketballnationalmannschaft bei den Olympischen Sommerspielen 1992 und bei der Europameisterschaft 1993 im eigenen Land. Beim Bundesligisten Brandt Hagen (Nachfolgemannschaft des SSV) wirkte er später als Abteilungsleiter, Sportmanager und Vorstandsmitglied für Jugendarbeit. Hauptberuflich war Trapp im Sportamt der Stadt Hagen tätig.